# Martinezostes ruizi
Martinezostes ruizi är en skalbaggsart som beskrevs av Gutierrez 1946. Martinezostes ruizi ingår i släktet Martinezostes och familjen Hybosoridae. Inga underarter finns listade i Catalogue of Life.